# Pont del riu Tensift
El Pont del riu Tensift és un pont que travessa el Tensift al nord de Marràqueix, al Marroc. El pont originari es va construir durant el període almohade, al segle xii.

## Història
Segons els escrits històrics d'Al-Idrissí, el primer pont sobre el Tensift, el va construir l'emir almoràvit Alí ibn Yússuf (que va governar entre el 1106 i el 1143) amb ajut d'arquitectes de l'Al-Àndalus. El pont era estratègicament important perquè permetia travessar el riu durant les inundacions anuals. Aquest primer pont, però, va ser destruït per les inundacions pocs anys després d'haver-se edificat.
Cap a l'any 1170, el governant almohade Abu-Yaqub Yússuf ordenà la reconstrucció del pont en un punt menys vulnerable, 400 metres riu avall. Segons Luis de Marbre Carvajal, aquest pont al principi tenia 15 arcs. Ara en té 27, segurament perquè a partir del segle xii el llit del riu es va anar eixamplant, i el pont hagué de ser ampliat al llarg dels anys. El pont almohade originari correspon probablement als trams intermedis. El pont està construït sobre pilars que tenen un perfil esglaonat i punxegut aigües amunt i un perfil rom aigües avall, i això fa que l'estructura resistisca la força de l'aigua.